# Пьер Грассу
«Пьер Грассу» (фр. Пьер Грассу) — новелла французского писателя Оноре де Бальзака, написанная в 1839 году и впоследствии вошедшая в собрание сочинений «Человеческая комедия». Впервые была опубликована в 1840 году в сборнике различных авторов «Babel».

## Сюжет
1832 год. К художнику Пьеру Грассу приходит торговец картинами Элиас Магус, предлагающий написать портреты семьи обожающего искусство и сделавшего состояние на торговле бутылками Вервеля. Вдобавок он намекает о возможности женитьбы на их единственной дочери Виржини, что художник резко отвергает. В итоге Грассу соглашается, рассчитывая выставить свои работы в Салоне и стать портретистом. Далее автор рассказывает о прошлом художника.
Во второй половине 1810-х годов в Париж из бретонского Фужера приезжает Пьер Грассу для устройства приказчиком к торговцу красками, но из упрямства решает стать художником. Несколько лет он обучается у разных наставников, но везде считался посредственностью. В 1819 году он снимает собственную мастерскую и начинает писать картины по заказу Магуса после отказа галерей брать их, еле сводя концы с концами. Грассу продолжает искать совета у признанных художников, считающих его работы всего-лишь подражанием великим картинам прошлого.
В 1829 году знакомые художники из жалости добиваются размещения на выставке в Салоне картины Грассу Последние часы шуана, приговорённого к смерти в 1809 году. Повторяющая сюжет и творческий метод других авторов работа вызывает интерес у Карла X и духовенства, после её покупки герцогиней Беррийской художник получает орден Почётного легиона и новые заказы от правительства. Сумевший в профессиональном плане достичь уровня второстепенного художника, Грассу за свои моральные качества пользуется уважением у коллег (которое не распространяется на его творчество). Мечтой самого Грассу становится получение 2 000 франков годовой ренты и попадание в Академию, благодаря чему он сможет создавать настоящее искусство.
В ходе работы над портретами Вервелей художник проникается симпатией к семейству, которое тайно решает выдать за него свою дочь. Во время работы над портретом дочери промышленника, мастерскую Пьера посещает его коллега Бридо, ищущий способ расплатиться с кредиторами. Он даёт ряд советов Грассу по созданию картины, признающему его правоту и талант несмотря на недовольство Вервелей. После этого он ссужает ему 500 франков для уплаты долгов. Вскоре семейство приглашает Грассу к себе в загородный дом Виль д’Авре и показывает галерею из 150 картин, стоящую целое состояние. К изумлению художника, её основу составляют его собственные картины, которые Магус продавал как подлинные работы двадцати величайших мастеров.
Из уважения к семейству Пьер отдаёт даром созданные портреты, а позже женится на Виржини, которая дарит ему двух детей. Портреты Грассу пользуются спросом у буржуазии, хотя его имя в профессиональной среде так и осталось уничижительным ярлыком. Сам он скупает шедевры у впавших в нужду коллег, заменяя ими свои картины в Виль д’Авре.

## Создание
Впервые «Пьер Грассу» был опубликован в 1840 году в сборнике различных авторов «Babel», в том же году новелла была вторично издана единой книгой с повестью Пьеретта. В 1844 году произведение вошло в одиннадцатый том первого издания «Человеческой комедии» («Сцены парижской жизни»).

## Связь с другими произведениями
Пьер Грассу является героем романов "Баламутка", в ряде других произведений "Человеческой комедии" упомянуты его творения. Бридо является главным героем романа "Баламутка", Элиас Магус появляется в романе "Кузен Понс".

## Переводы
Переводился на русский:
- Пьер Грассу. Пер. Д. В. Аверкиева.-- "Вести, иностр. литературы", 1893, No 1, с. 218-240;  Пьер Грассу. Пер. Д. В. Аверкиева.-- В кн.: Бальзак О. Собр. соч. В 20-ти т. T. 1. СПб., 1898, с. 293-311.
- Пьер Грасу. Пер. К. Г. Локса.-- В кн.: Бальзак О. Собр. соч. Под общ. ред. А, В. Луначарского и Е. Ф. Корша. Т. 9. М., 1936, с. 102--121.
- Пьер Грассу. Пер. К. Г. Локса. Под род. Б. Л. Грифцова.-- В кн.: Бальзак О. де. Новеллы и рассказы. Т. 2. M.-Л., 1937, с. 193--225.
- Пьер Грасу. Пер. К. Г. Локса.-- В кн.: Бальзак О. Рассказы. М., 1937, с. 68-94.
- Пьер Грасу. Пер. К. Г. Локса. [Род. Е. Гунст].-- В кн.: Бальзак О. де. Рассказы. М., 1939, с. 3--39.
- Пьер Грассу. Пер. Е. Эткинда. Под ред. А. С. Кулишер.-- В кн.: Бальзак О. Избранные сочинения. Л., 1949, с. 504--521.
- Пьер Грассу. Пер. И. Грушецкой.-- В кн.: Бальзак О. де. Избранные произведения. М., 1949, с. 295--304; то же. 1950.
- Пьер Грассу. Пер. А. А. Поляк. Под ред. А. В. Федорова.-- В кн.: Французская новелла XIX в. М.-Л., 1950, с. 184--200; 758--760.
- Пьер Грассу. Пер. И. Е. Грушецкой.-- В кн.: Бальзак О. Рассказы. М., 1953, с. 204--227. (Массовая серия).
- Пьер Грассу. Пер. И. Е. Грушецкой.-- В кн.: Бальзак О. Собр. соч. В 15-ти т. Т. 8. Человеческая комедия. Сцены парижской жизни. [Пер. под ред. Я. Лесюка и Н. Немчиновой]. М., 1953, с. 364--385.
- Пьер Грассу. Пер. И. Грушецкой. [Под ред. О. Лозовецкого].-- В кн.: Бальзак О. де. Повести и рассказы. В 2-х т. Т. 2. М., 1959, с. 234--255.
- Пьер Грассу. Пер. И. Грушецкой.-- В кн.: Бальзак О. Собр. соч. В 24-х т. Т. II. Человеческая комедия. Этюды о нравах. Сцены парижской жизни. [Ред. И. А. Лилеева]. М., 1960, с. 421--442.